# Дедов (село)
Дедов — село в Стародубском муниципальном округе Брянской области.

## География
Находится в южной части Брянской области на расстоянии приблизительно 6 км по прямой на юго-восток от районного центра города Стародуб.

## История
В 1859 году здесь (село Стародубского уезда Черниговской губернии) было учтено 35 дворов. До 2019 года входило в состав Мишковского сельского поселения, с 2019 по 2020 год в состав Десятуховского сельского поселения Стародубского района до их упразднения.

## Население
Численность населения: 257 человек (1859 год), 126 человек в 2002 году (русские 96 %), 77 в 2010.